# Bataille du Morne Pelé
Révolution haïtienne
Batailles
Insurrections (1791-1793)
- Bois-Caïman
- Croix-des-Bouquets
- Morne Pelé
- 1re La Tannerie
- Port-au-Prince
- Le Cap-français

Interventions espagnoles et britanniques (1793-1798)
- 2e La Tannerie
- Marmelade
- Saint-Michel-de-l'Attalaye
- Ennery
- 3e La Tannerie
- Fort-Dauphin
- 1re Tiburon
- L'Acul
- La Bombarde
- 2e Tiburon
- Les Gonaïves
- Port-Républicain
- 1re Dondon
- Massacre de Fort-Dauphin
- Saint-Marc
- Léogane
- Saint-Raphaël
- Trutier
- 3e Tiburon
- 1re Verrettes
- Grande-Rivière
- Mirebalais
- Las Cahobas
- 2e Verrettes
- Petite-Rivière
- 2e Dondon
- 1re Les Irois
- Jean-Rabel
- 2e Les Irois

Guerre des couteaux (1799-1800)
- Jacmel

Expédition de Saint-Domingue (1802-1803)
- La Ravine-à-Couleuvres
- Kellola
- Plaisance
- La Crête à Pierrot
- Noyades du Cap-Français
- Port-au-Prince
- Vertières
- Massacres de 1804 en Haïti

La bataille du Morne Pelé se déroule le 7 octobre 1792 pendant la révolution haïtienne. Elle s'achève par la victoire des républicains, qui s'emparent du camp du morne Pelé, entre Quartier-Morin et Grande-Rivière. 

## Déroulement
Le 7 octobre 1792, le chevalier d'Assas, commandant du régiment du Cap, attaque le camp du morne Pelé, défendu par les forces insurgées commandées par Toussaint Louverture. Les insurgés opposent une forte résistance, mais ils finissent par abandonner le combat pour se replier sur le camp de la Tannerie, situé entre Grande-Rivière et Dondon,.

## Suites
Ce combat constitue le premier fait d'armes connu de Toussaint Louverture. Cependant, d'après les notes rédigées par son fils, Isaac Louverture, il fait naître un fort ressentiment chez Jean-François, qui se montre « jaloux de l'ascendant qu'il avait sur les esprits, de sa défense du Morne-Perly, contre le chevalier d'Assas, et de ses autres beaux faits d'armes »
Fin 1792, Toussaint est capturé par Jean-François, qui le fait emprisonner à Vallières. Georges Biassou le fait cependant libérer et Toussaint affirmera par la suite que cette intervention lui a probablement sauvé la vie.
En décembre 1792, Georges Biassou promeut Toussaint général. À partir de cette date, il le désigne dans ses déclarations comme « notre général d'armée ».